# DABUS
DABUSは、Stephen Thalerにより作製された人工知能(AI)システム。DABUSは、Device for the Autonomous Bootstrapping of Unified Sentience（統合知覚力の自律ブートストラップデバイス）の略である。DABUSは、2つの新しい製品（フラクタル幾何学を使用して構築され、急速な再加熱を可能にする食品容器と、緊急時に注意を引くための発光するビーコン）を発明したと言われている。DABUSを発明者とする特許出願が行われ、AIシステムにより行われたとされる発明に対して特許を付与することができるかどうかについて、特許庁や裁判所により判断がなされている。
DABUSが自律的に創作した発明について、知的財産権による保護を求める国際プロジェクトが進行中である。日本においては、太陽国際特許事務所が代理人としてこのプロジェクトを行っている。

## 各国の判断

### オーストラリア
2019年9月17日、ThalerはDABUSを発明者として"Food container and devices and methods for attracting enhanced attention"という特許を出願した。2020年9月21日、IPオーストラリアは特許法の15条(1)項が人工知能機械が発明者として扱われることと矛盾することを発見し、Thalerの出願を却下した。Thalerは2021年7月30日に司法審査を求め、連邦裁判所はIPオーストラリアの決定を無効にし、IPオーストラリアに差し戻し、出願を再考するように命じた。2022年4月13日、連邦裁判所の大法廷はこの判決を無効にし、特許法と特許規則の目的上、自然人のみが発明者になれると判示し、そのような発明者が特定されなければならないと判示した。2022年11月11日、Thalerは高等裁判所に上訴するための特別許可(special leave)を拒絶された。

### 欧州特許庁
2018年10月17日と11月7日に、Thalerは欧州特許庁に2つの出願を行った。1番目の発明は"Food Container"であり、2番目の発明は"Devices and Methods for Attracting Enhanced Attention"である。
2020年1月27日、欧州特許条約第81条および施行規則19(1)に基づき、出願に人間ではなくDABUSという名前のAIシステムが発明者として記載されているのを理由として、出願を拒絶した。
2021年12月21日、EPOの審判部は、EPOの一次決定に対するThalerの請求を却下した。審判部は、「EPCの下では、指定する発明者は法的能力を有する人物でなければならない。これは単にEPCが起草されるときの前提ではなく、発明者という用語の通常の意味である」と確認した:4.3.1。

### 英国
2018年10月17日と11月7日に、Thalerにより、同様の出願がイギリス知的財産庁に行われた。知的財産庁は、Thalerに出願日から16か月以内に各発明に関して発明者であることと特許付与の権利に関する声明(Patent Form 7)を提出するように求めた。Thalerはそれらのフォームを提出し、DABUSを発明者として指定し、この状況では機械が発明者とみなされるべきであると考える理由をある程度詳細に説明した。
彼の説明は以下の理由により拒絶された。
(1) 発明者として機械を指定することは、特許法の要件を満たしていない。
(2) IPOは、Thalerが発明者に帰属する権利をどのように取得したかについて納得していなかった。satisf
Thalerはこの決定に納得せず、"hearing officer"として知られる役人との面接を求めた。2019年12月4日の決定により、hearing officerはThalerの訴えを拒絶した。
Thalerは、hearing officerの決定に対して特許裁判所（イングランド・ウェールズ高等裁判所の高等法院の大法官部内にある特許紛争を裁定する専門裁判所）に上訴した。2020年9月21日、Marcus Smith判事はhearing officerの決定を支持した。2021年9月21日、控訴院に対するThalerの控訴は、Richard ArnoldとElisabeth Laingにより棄却された（Colin Birssは反対）。

### 米国
この発明に関する特許出願は、特許出願において発明者として指定できるのは自然人のみであるとして、USPTOにより拒絶された。Thalerは最初、行政手続法(APA)に基づいて申立てを行い、この結果に対抗した。1か月後の8月19日に、Thalerは37 C.F.R. § 1.181で認められているようにUSPTOに請願を行い、DABUSが発明者であるべきと述べたが、この請願は却下された。その後、2020年8月にThalerはUSPTOの長官を被告としてバージニア州東地区地裁に訴えを提起した。
同地裁は、2021年9月にUSPTOの決定を支持する略式判決を出した。その後、連邦巡回区控訴裁判所(CAFC)が特許出願の拒絶を支持する判決を出している。

### ニュージーランド
2022年1月31日、ニュージーランド知的財産庁 (IPONZ) は、Stephen Thalerが提出した特許出願 (776029) を、特許出願に発明者が特定されていないことを理由に無効とする決定を行った。IPONZは、DABUSは特許法が要求する「発明の現実の考案者」ではあり得ず、これは自然人でなければならないと判断した。

### 南アフリカ
2021年6月24日、企業・知的財産委員会 (CIPC) は、移行されたThalerの国際特許出願を受理し、2021年7月に特許を付与した。これはAI発明に対して付与された最初の特許である

### 日本
出典
日本においては、2020年8月5日に国内移行し、その後、特許庁から補正指令が出ている。これに対して上申書を提出するが発明者の表示を補正しなかったことから出願却下処分になっている。これに対して行政不服審査法による審査請求を行ったが、認められず、2023年3月27日に行政事件不服訴訟を東京地方裁判所に行った。
特許庁においては、発明者等の欄に自然人でないと認められる記載がある場合に、手続の補正をすべきことを命ずるとしている。

### 韓国
2021年5月27日付で「自然人ではない人工知能を発明者として記載したことは、特許法の規定に違反するところ、発明者を自然人に修正すること」を求める旨の補正要求書が通知されたが、出願人が対応しなかったため、特許庁は2022年9月28日付で無効処分を行った。
これに対して、2022年12月20日付でソウル行政裁判所に特許出願の無効処分取消請求の訴を提起した。